# غريغوري هورور شو
غريغوري هورور شو (بالإنجليزية: Gregory Horror Show) (باليابانية: グレゴリーホラーショー) بالترجمة العربية عرض غريغوري المرعب وهو عبارة عن مسلسل تلفزيوني ياباني منشأ من الحاسوب تم إنشاؤها بواسطة ناومي ايواتا وتم بثه على شبكة هيئة بث أساهي.

## القصة
السلسلة الأولى، بداية الكابوس "The Nightmare Begins"، هي مجموعة من 25 قصة عن رجل أعمال يصل إلى الفندق بعد أخذ قطار من المنزل إلى العمل. يصادف صاحب الفندق الغامض، الفأر العجوز المعروف باسم غريغوري، والذي يقترح عليه أن يبقى لفترة قصيرة في الغرفة رقم 205. يقوم غريغوري بالتدريج بإضعاف شخصيته، مستنكرًا الضيف الأول على انه ليس أكثر من جزء صغير من ذاته. سرعان ما ينجذب الرجل إلى سلسلة من الأحداث الغريبة التي تجري داخل منزل غريغوري بينما يحاول بيأس الهروب من هذا المطهر. على الرغم من انه هرب إلى زوجته وابنه، يجد أن الواقع مملاً للغاية ويقرر العودة للفندق بمحض ارادته.
اما السلسلة الثانية، الضيف الثاني "The Second Guest"، مع مجموعة من 25 قصة، باستثناء هذه المرة الضحية الرئيسية هي امرأة والتي اخذت للتو سيارة أجرة إلى المنزل عائدة من حفل زفاف صديقتها المقربة. اضطرت إلى تحمل العديد من العلاقات والوظائف الفاشلة. كما أنها تعني حبيبها السابق والذي كان أول ضيف، ولكن علاقتهما كانت خاطئة بشكل كارثي. وبسبب جنونها من الأحداث المهينة، فإنها تشعل النار وتحرق المنزل - لكن عائلة غريغوري تنجو وترحب بها في عائلتها.
أما السلسة الثالثة، القطار الأخير "The Last Train"، فقد تم إعداده بـ26 قصة خلال رحلة القطار الغريبة التي بدأها غريغوري. وهي تختلف عن السلسلتين السابقتين في انه لا يوجد ضيف، ولا يعتبر الفندق هو المكان المركزي. بدلاً من ذلك، فإن غريغوري نفسه هو بطل الرواية، وتقع الأحداث على القطار المذكور سابقاً كما يحاول غريغوري الهروب من منزله ودوره باعتباره صاحب الفندق. ومع هذا مثل البطلين السابقين، فشل في ذلك، حيث فقط يعيده القطار إلى منزل غريغوري.
السلسلة الرابعة، كارتي الدامية "The Bloody Karte" (مقدمة في سلسلة جانبية على أقراص دي في دي)، هي مجموعة من 12 قصة عن كاثرين والتي تعمل في مستشفى غامض.

## الشخصيات
غريغوري (グレゴリー Gregoey)
غريغوري هو صاحب الفندق، وكذلك الراوي، الفأر العجوز غريب الأطوار قليلاً مع استحواذه للحفاظ على الضيوف في الفندق الذي يقيم فيه. يحب العبث مع عقول الآخرين ولديه عادة الظهور من العدم.
.
من الواضح أن غريغوري هو في الواقع مظهر من مظاهر الأحلام والرغبات الخفية التي يقمعها الناس، وفندقه يمثل ذاته. على الرغم من أن العديد من الشخصيات المختلفة يمكن أن تظهر الظهور نفسه الغير معروف تماماً، فمن المحتمل جداً أن يكون غريغوري في الواقع روحاً من الأحلام والرغبات بدلاً من مظهر شخص واحد. قد تبدو أهداف غريغوري غير واضحة في كل من اللعبة والسلسة التلفزيونية، الا انه يبدو خاضعاً لوالدته الشريرة بشكل واضح، خلافاً لوالدته التي تستهلك الأرواح الشريرة لتبقى شابة. غريغوري نفسه هو أكثر غموضاً من الناحية الأخلاقية لأنه لا يضر النزيل علانية، على الرغم من انه أيضاً لم يبدي أي محاولة لمنع الأذى منهم. قد يكون هذا لأن جميع من في الفندق مخلداً على نحو فعال على أية حال.

بينما يلتف الغموض في شخصيته الغريبة الا انه مهذب وصادق. بالنسبة إلى الضيف الغير المرئي من السلسلة الأولى، كان يشير إليه دائمًا باسم «صديقي» والضيفه الأنثى من السلسلة الثانية باسم «عزيزتي». حيث يتضح شيء واحد وهو أن غريغوري غير قابل للتدمير ولا مفر منه. حتى إذا حاول الضيوف الفرار من مطهر فندقه أو محاولة تدميره، فسوف يعودون إلى حد ما وسيظل غريغوري موجودًا هناك، يبقي غرفتهم جاهزة بانتظار وصولهم.

في السلسلة الثالثة، يظهر غريغوري أكثر بشكل عاطفي دون غموض ويحاول الهروب من دوره كحارس للمنزل وتحصل العديد من الأحداث الغريبة كأي من الشخصيات السابقة. ومثلهم يفشل في النهاية من الهروب، مما يوحي بأنه حتى هو سجين في عالمه الغريب على الرغم من إتقانه المزعوم وملكيته التامة.

في اللعبة، يمكن لللاعب سماعه يتمم إلى نفسه كيف يمكن أن يكون/تكون الضيف/ة في خطر إذا ما تم قبوله/ها ببساطة في مطهر منزل غريغوري، لكن في عدة مرات في السلسلة أو في اللعبة، يظهر غريغوري بقوة معادية يضع فيها ضيوفه أو حتى نفسه داخل الجحيم.
كما هو الحال بالنسبة لأي رجل في عمره، يمتلك غريغوري سراً أيضاً، وهو ليس سراً بين المقيمين الآخرين في الفندق - وهو الإعجاب بالمجلات المنحرفة. غالباً ما يقرأها عندما يعتقد انه وحيد. بينما في اللعبة، مكانه السري لقراءة المجلات هو المخزن.

جيمس (ジェームス James)
هو حفيد غريغوري، فأر شاب مؤذٍ يحب عمل المقالب على أي شخص يمكنه العثور عليه. يرفه جده غريغوري اليائس. في لعبة الفيديو، هو الذي سمح للضيوف بسرقة الأرواح الزجاجية من غريغوري ماما. يكره أن يكون بمفرده لذلك يأمل أن يبقي الضيف في اللعبة إلى الأبد حتى يتمكنوا من الوقوع في جميع أنوع المشاكل معاً.

نيكو الزومبي (ネコゾンビ Neko Zombie)
هو قط زومبي عاش ذات مرة مع عائلة مكثت في فندق غريغوري. قطة جميلة لامعة، هربت من الواقع وانتهى الأمر بها في الفندق حيث قام غريغوري بخياطة عينيه وفمه وآذانه كنوع من أنواع الانتقام، وربما ضد القطط بشكل عام بسبب صراعها مع الفئران. غرفته ليست سوى زنزانة سجن، تكشف عن الطبيعة الحقيقية لهذا المكان الغريب.

في كل من السلسلة واللعبة هو الشخصية الأكثر دعماً لبطل الرواية، كما يعطيهم تلميحات باستمرار حول كيفية محاربة شياطينهم الداخلية. أكثر من أي شيء آخر، يريد نيكو من الضيف الهروب من هذا المطهر. كما انه حاول قتل غريغوري ووالدته خلال حريق منزل غريغوري الكبير. حيث انتهى به المطاف بالتحول إلى رماد عندما احترق منزل غريغوري، على الرغم من أن ذلك يعني ضمناً أن يتجسد ثانية مع ضيوف آخرين عندما يقوم الفندق «بإحياء» نفسه.
يظهر عليه انه ذو قلب محطم، يملئه الغضب والبؤس معاً.
كاثرين (キャサリン Catherine)
هي ممرضة سحلية وردية مع محقنة عملاقة. لديها هوس لسحب الدماء من الضيوف، وتبحث عن أي عذر يمكن أن تجده للقيام بذلك. وحقنتها تستنزف كل دماء الشخص تقريباً.

تقع بسهولة في الحب، الا انها تعرف بسحب الدماء دون سبب واضح غير المتعة الشخصية، مما يوحي بأنها قد تكون ذات طبيعة شهوانية. ولها علاقات مع العديد من النزلاء في جميع أنحاء المنزل.

الفتى الحاكم (審判小僧 Judgment Boy)
هو مجسم ذو مستويات تجانسية متوازنة بين الحب والمال. يمرر الحكم على جميع الأرواح المضطربة في الفندق، ويمكنه ان يعرف اكاذيب أي شخص. مهاراته في تحديد الحقيقة مشكوك فيها بعض الشيء. عندما لا يحكم على الآخرين، عادة ما يغني لنفسه عن نفسه («هل تعلم من أكون؟ يسموني الفتى الحاكم!»).

الفتى الحاكم الذهبي (審判小僧ゴールド Judgment Boy Gold)
عبارة عن فتى حاكم صلبة من الذهب ورئيس كل الأولاد الآخرين. في اللعبة، يدرب جميع الأولاد الحاكمين على الحكم الأخير. وهو آخر ضيف يزور الفندق. في سلسلة «كايت الدامية»، وهو ليس من الذهب حقاً وانما مطلي بالذهب فقط.

طباخ الجحيم (地獄のシェフ Hell's Cheif)
هو رئيس طهاة فندق غريغوري وهو عبارة عن شمعة مظلمة ذات عيون حمراء متوهجة ويملك سكين عملاق يقال انه يشق بها عظام الفيل مثل الزبدة. وغالباً ما يذبح أو يسمم الضيوف الذين لا يأكلون أو يرفضون وجباته (حتى ان كانوا لا يشعرون بالجوع)، ثم يقدمهم لضيوف آخرين. يتكلم بصوت مظلم وشرير.

يكون واضحاً للغاية ومتحمساً بشأن إعداد طعامه، ويرفض أكل طهي الآخرين، باستثناء طعامه. يكره المدخنين لأنهم «هم أعداء المطبخ!». تشاهد النار التي على رأسه دائماً مشتعلة لأنها تمثل إلى حد ما شرارة حياته - ما إذا تم اطفائها، يتوقف عن الحركة وتظلم عيناه المتوهجة، وعندما تتم إعادة اشعاله، يمضي قدماً كما لو أن شيئاً لم يحدث.

الدمية الضائعة (ロストドール Lost Doll)
هي فتاة فقيرة تبحث عن دميتها الضائعة للأبد. في البداية، تبدو غير ضارة، لكن عندما تقترب تصبح عنيفة وتتحول إلى اللون الأزرق. في الواقع هي بنفسها الدمية التي تبحث عنها. لديها صداقة جيدة مع الصبار المسلح. كانت دميتها صديقتها الوحيدة ورفيقتها الدائمة، ولكن في أحد الأيام، قرر والداها التخلص من الدمية. فتشت الفتاة ما لا نهاية عن دميتها المفقودة، حتى انتهت في المكان الذي يعرف باسم منزل غريغوري، حيث أصبحت مقيمة دائمة هناك.

بابا المومياء (ミイラパパ Mummy Papa)
هو كلب مومياء متوهم وأب لأبن محبوب مع جسد مليء بالضمادات وجمجمه مشقوقة جزئيا بسيف منحني وهذا لا يؤثر عليه على الإطلاق بغض النظر عن معاناته مع الصداع.
الكلب المومياء (ミイラ坊や Mummy Dog)
هو ابن الأب المومياء، كلب صغير يرتدي بنطال ولديه ضمادات مع جمجمه مشقوقة جزئياً بفأس. هو أيضاً متوهم فخور مثل والده. كما انه يعاني من صداع نصفي مستمر، وهو متعاطف جداً مع أولئك الذين يشعرون بالحزن أو الإحباط في الفندق ويحب مساعدتهم. للأسف يحصل على الرعاية الطبية عادة من كاثرين.

الصبار المسلح (カクタスガンマン Cactus Gunman)
هو صبار يرتدي ملابس قطاع الطرق وقبعة مكسيكية والذي يحب تحدي الضيوف في المعارك. كان في يوم من الأيام قائداً للثوار وهو مشهور بحياته الخطيرة. هو أيضاً رجل مفتول العضلات، أي صوت من شأنه أن يخيفه بسهولة.

فتاة الصبار (カクタスガール Cactus Girl)
هي الأخت الصغرى للصبار المسلح. وهي أكثر شراسة من شقيقها وتستخدم حبل لاسو لسرقة ملابس الآخرين، واثقة من افتقارهم إلى حس الموضة.

فتى الروليت (ルーレット小僧 Roullete Boy)
هو طفل صغير ذو وجه أحمر مع عجلة الروليت على رأسه. يحب أن يلعب الألعاب ويتحدى الضيوف لاختبار حظهم، والتي تنتهي عادة في حوادث مؤسفة مع اللاعبين. لهذا السبب، يكره غريغوري فتى الروليت، لأنه دائماً ما يخسر باللعبة.

موت (死神 Death)
هو إله الموت الذي يزور الضيوف في أحلامهم بمنجله. يبدو انه يمثل هوسهم الاكتئابي، مع الأخذ بعين الاعتبار حقيقة انه في الأنيمي يتكلم بشكل قاتم وبصوت غاضب متهجم، الا انه في اللعبة يحضر بشكل غير تقليدي وبصوت مبهج. يرتدي علم السويد على رأسه في إشارة إلى فيلم الختم السابع. يتدخل شخصياً مع النزيل الأول، ليمكنه من الهرب من غريغوري، لكنه يحذره من انه قد لا يفلت حقاً من الواقع، فهو ليس الجنة، ولكن دورة رتيبة مملة تقوم بالظهور قبل النوم.

سمكة التلفاز (TVフィッシュ TV Fish)
هو سمكة عائمة هيكلية قادرة على السباحة في الهواء واختراق الجدران. يملك وجه تلفزيوني يعرض فيه الذكريات السيئة لأي ضيف. لأن جميع الضيوف في فندق غريغوري غير متأكدين من هويتهم، يعرض التلفاز صوراً مشوشة. 

السيد ساعة (クロックマスター Clock Master)
هو رجل بوجه ساعة مقيم في الفندق. لديه القدرة على التحكم في الوقت، على الرغم من انه قد كبر ولا يستطيع السفر في الوقت البعيد. عادة ما يشرب ليبقي مشاكله بعيداً. فهو شخص مدني ومرح جداً. ومع ذلك، إذا ألقى القبض على أي شخص حتى ان كان يشتبه به وهو يعبث مع ابنه، يطير عبر الزمن في نوبة غضب ليمسك به.

ابني (マイサン My Son)
هو ابن السيد الساعة، يتعلم فنون السيطرة على الوقت وهو أيضاً معجب  بوالده كثيراً.
الفتى الميت (干からびた死体 Dead Boy)
هو شخصية هيكل عظمي يقيم تحت المقبرة أمام فندق غريغوري. «يشرب النبيذ كثيراً» الا أن يتمكن من العثور على جسم حتى يحل محله بدلاً من مظهر عظامة الهشة. وهو أيضاً ضعيف في مواجهة الرياح والماء لأن عظامه الطرية ويمكن أن تنتشر بسهولة أو تذوب في المطر.

الكلب الملاك (エンジェルドッグ Angel Dog) الكلب الشيطان (デビルドッグ Devil Dog)
هي كلب بمظهر ملائكي والتي تدعو لتكون بالقرب منها. لديها شخصية مزدوجة، وكثيرا ما يتغير مظهرها إلى كلب شيطاني والذي يدعو إلى الجحيم. كون غريغوري يتجسد في المطهر الأبدي، فإن لديه علاقة سلبية معها لأنها هي مظهر من مظاهر الجنة والجحيم معاً. تتصرف كالمراهقين، وتتجادل مع غريغوري حول الطريقة التي ينظف بها أمام التلفاز ويحجب عنها الرؤية عندما تريد مشاهدة كرة القدم.

## لعبة الفيديو
تم تبني الأنيمي في لعبة على البلاي ستيشن 2 من قبل كابكوم في عام 2003. تتضمن الفرضية العامة للعبة بتخيير اللاعب (الذي يمكن أن يختار شخصية ذكر أو أنثى) في محاولة للهروب من منزل غريغوري، وهو فندق مختلئ يديره الفأر غريغوري العجوز. تتضمن اللعبة الاضطرار إلى سرقة الأرواح المعبأة في الزجاجات من الأثني عشر ضيفاً واعادتها إلى اله الموت قبل الخلود إلى النوم في الغرفة 101.
في اللعبة، ساعد نيكو الزومبي في شرح طريقة اللعب وقدم اللاعب إلى الصحة النفسية. تعمل الصحة النفسية كمقياس صحي للثبات العقلي للاعب. يجب أن يحافظ اللاعب على مستوى جيد من صحته النفسية عن طريق النوم، أو قراءة الكتب، أو استخدام عناصر «عشبية» شبيهه بسلسلة ألعاب ريزدنت إيفل. إذا نفدت الصحة العقلية للاعب تماماً، فستصبح الشخصية مجنونة، وستكون ضيفاً دائماً في منزل غريغوري.
في حين أن الرسومات الغريبة ذات الشكل المكعب (التي كانت عنصراً أساسياً في «الأنيمي») تعطي اللعبة مظهراً مختلفاً لألعاب الرعب التي تتطلب البقاء على قيد الحياة، لا يزال هناك عنصر من التوتر وعدم الارتياح لأن اللاعب يجب أن يتسلل إلى جميع أنحاء الفندق، متجنباً مواجهة مختلف الضيوف. لأنه إذا تم القبض على اللاعب من قبل أحدهم، فإن الضيف سيهاجمه عن طريق إجباره على مشاهدة بعض «عروض الرعب»، وهي رؤية غريبة للعنف تقع في المسارح اليابانية التقليدية والتي تعني  بأن الضيف سيلحق بك ضرراً شديداً.
تتضمن اللعبة الكثير من الألغاز، إذا تم مراقبة الشخصيات بدقة من بداية اللعبة فسوف يظهرون تفاصيل أكثر عن حياتهم والتي يمكن للاعب من خلالها التعرف على كيفية سرقة أرواحهم. أيضاً يمكن جمع بعض البطاقات والأدوات المختلفة من خلال «الطرق» بأمكان متفرقة بالمنزل واستبدالها بأشياء أخرى في متجر غريغوري.

## المانجا
بدأ تعديل المانجا بعنوان عرض غريغوري المرعب: عالم آخر من سوزوكي سانامي "Gregory Horror Show: Another World by Suzuki Sanami" في العدد الصادر في 1 نوفمبر 2007 من مجلة مورنينغ الأسبوعية. ثم تم نشرها كرواية مصورة وتم إصدارها في اليابان في 22 سبتمبر 2008.

## الإجازة الغامضة
تم الإعلان عن عرض غريغوري جديد كما هو مذكور على موقع المنشئ. لا يعرف إلى الآن سوى القليل عن ذلك بخلاف ملخص الحبكة وبعض التغييرات. ستكون الشخصية الرئيسية عبارة عن طفل يدعى هيروشي والذي يتجول في منزل غريغوري على أمل أن يحقق أمنياته، لكن عليه أن يوقف خطة غريغوري الشريرة لتدمير العالم. لم يتم الإعلان عن تاريخ الإطلاق حتى الآن.

## وصلات خارجية
- غريغوري هورور شو على موقع IMDb (الإنجليزية)
- غريغوري هورور شو على موقع ليتربوكسد (الإنجليزية)
- غريغوري هورور شو على موقع كينوبويسك (الروسية)
- غريغوري هورور شو على موقع قاعدة بيانات الفيلم (الإنجليزية)
- غريغوري هورور شو على موقع ANN anime (الإنجليزية)
- [1]

1. ↑  "Naomi Iwata's website". www.iwatanaomi.com (بالإنجليزية وjap). Naomi Iwata. Archived from the original on 2018-10-21. Retrieved 2017-08-27.{{استشهاد ويب}}:  صيانة الاستشهاد: لغة غير مدعومة (link)